# خوزه آنخل مانیاس
خوزه آنخل مانیاس (اسپانیایی: José Ángel Mañas‎؛ زادهٔ ۲۲ اکتبر ۱۹۷۱) نویسنده اهل اسپانیا است که کتاب‌هایش به چندین زبان ترجمه شده است.
وی در سال ۱۹۹۵ بابت نگارش فیلم‌نامهٔ داستان‌هایی از کرونن برندهٔ جایزه گویا برای بهترین فیلم‌نامه اقتباسی و جایزۀ حلقه نویسندگان سینمایی شد.